# دیمیتری اولیانوف
دیمیتری اولیانوف (روسی: Дмитрий Николаевич Ульянов؛ زادهٔ ۲۸ اکتبر ۱۹۷۰) بازیکن سابق و مربی فوتبال اهل روسیه است. او مدیرکل باشگاه فوتبال خیمکی است.